# Hemeroplanis obliqualis
Hemeroplanis obliqualis är en fjärilsart som beskrevs av Edwards 1886. Hemeroplanis obliqualis ingår i släktet Hemeroplanis och familjen nattflyn. Inga underarter finns listade i Catalogue of Life.